# Amphisbetia elegans
Amphisbetia elegans is een hydroïdpoliep uit de familie Sertulariidae. De poliep komt uit het geslacht Amphisbetia. Amphisbetia elegans werd in 1884 voor het eerst wetenschappelijk beschreven door Kirchenpauer. 